# Contea di Pingshun
La contea di Pingshun (平顺县S, Píngshùn XiànP) è una contea della Cina, situata nella provincia dello Shanxi e amministrata dalla prefettura di Changzhi.